# Batalló
El batalló és una unitat militar tàctica d'infanteria formada per la suma de 2 a 6 companyies, agrupant de 300 a 1.200 homes sota el comandament d'un tinent coronel. Des del segle xvi ha estat la unitat de combat de la infanteria. Els darrers anys la importància tàctica i operativa del batalló ha anat en augment, mentre que el regiment ha restat com a unitat de tipus administratiu, però no operatiu, fins al punt que diversos exèrcits europeus han prescindit dels regiments i formen les brigades basant-se en batallons. Les companyies que formen els batallons son homogènies d'un sol tipus, com el batallons d'infanteria, d'artilleria, o de tancs, però la unitat equivalent de cavalleria i artilleria rep el nom de grup.

## Composició
El batalló és la unitat militar bàsica intermèdia per a formar unitats superiors, ja siguin regiments o agrupacions tàctiques, quan es combina amb unitats militars de les altres armes, i la més petita capaç d'operacions independents limitades. Actualment, és format d'una a tres companyies de fusellers, una companyia d'armes pesants, i una de plana major. Aquesta composició permet de combinar el moviment amb la potència de foc. Inclou un estat major amb una unitat de suport i serveis com quarter general i caserna, i ha de disposar d'una font de subministrament que li permeti mantenir operacions durant més enllà d'uns pocs dies, perquè només es tenen munició, armes prescindibles, aigua, racions, combustible, lubricants, peces de recanvi, bateries i subministraments mèdics que els soldats del batalló i els seus vehicles del batalló poden carregar.
Un batalló està format per tres o més companyies de mida similar, formades al seu terme per dos o més seccions comandades per un tinent, i aquestes, per dos o més escamots, que són entre 10 i 12 homes comandats per un sotsoficial. Els regiments de guàrdies tenen tasques operatives i cerimonials, per exemple, a les residències reials.
Els batallons sovint combinen companyies amb diferents especialitats de combat per assumir tasques que cap unitat existent està pensada per afrontar, i la seva missió en combat és lluitar les forces enemigues que poden veure i enfrontar-se, entenent-ho com una àrea que s'estén des de menys de 100 metres en boscos, zones urbanes i altres terrenys propers, fins a unes tres a cinc quilòmetres del foc directe i indirecte del batalló.

## Història
El terme "batalló" deriva de la paraula italiana battaglia (batalla), A principis del segle xvi, quan la companyia només era una unitat administrativa, les battaglia eren les seves subdivisions tàctiques, formades per diversos regiments i milers d'homes. Els canvis de tàctiques van reclamar formacions més petites, més mòbils i més difícils d'atacar per l'artilleria. L'experiència dels líders va anar conformant unitats d'uns pocs centenars d'homes, i uns pocs batallons formarien els regiments. Per contrarestar el poder de les noves armes, els murs defensius de les fortificacions es van fer més baixos i amples, construïts generalment amb pedra i sorra que absorbia millor l'impacte dels projectils llançats pels canons. Un altre canvi important en el disseny va ser l'aparició dels bastions i revellins, que van caracteritzar a aquest nou tipus de fortaleses.
El primer ús del batalló en anglès va ser a la dècada de 1580, i el primer ús que significa "part d'un regiment" és del 1708. Al segle XVI i el segle xvii el terme es feia servir per denominar a una unitat d'infanteria que formava part d'una línia de batalla, i s'aplicava a qualsevol gran cos d'homes.
Maurici de Nassau, durant la guerra dels Vuitanta Anys va desenvolupar una tàctica nova per contrarestar el tercio. mantenint la tàctica del caracole en la cavalleria, va reduir les dimensions de les unitats d'infanteria a 500 o 600 homes, seguint el model del manípul de 550 homes, que donava mobilitat perdent capacitat de foc, amb deu files de 60 homes de rang. El nou sistema permetia formacions linears mòbils que disparaven els mosquets per files, en les què la primera fila disparava i passava al fons per recarregar, així deu o menys files feien foc continu. Un regiment, d'uns 1200 homes es componia de piquers i mosqueters, incloent dos batallons i estat major i auxiliars no combatents, i els batallons s'organitzaven en companyies de 80 a 100 homes comandats per un capità. El nou sistema va conduir a la victòria a la batalla de Niewpoort el 2 de juliol de 1600, i fent que els exèrcits europeus e fixessin en la nova tàctica.
Gustau II Adolf va refinar la distribució del batalló, que establiria en 4 companyies de 100 homes, dues de mosqueters i dues de piquers, fent un total de 400 homes distribuïts en sis files. Els mosqueters se situen en els dos flancs i els piquers, amb armes curtes i ofensives, en el centre. La descàrrega conjunta era de dues files. Aquesta tàctica va esdevenir habitual fins al la dècada de 1680, i requeria disciplina i uns homes ben entrenats en carregar i disparar ràpidament per mantenir la potència de foc mentre s'avança mentre altres batallons flanquejaven l'enemic. La tàctica sueca, que incorporava canvis en la càrrega de cavalleria, va permetre una línia més llarga, més potència de foc, mobilitat, i disparar des de més direccions, canviant el caràcter de la forma de combatre europea, de defensiva a ofensiva. Durant la Guerra Civil anglesa, els exèrcits enfrontats ja utilitzaven la nova disposició dels batallons.
Durant les guerres napoleòniques, el Primer Imperi Francès va desenvolupar una organització de l'exèrcit en què el regiment era una unitat d'administració dels seus batallons, que són els que servien com a unitats de combat, i els termes regiment i batalló sovint s'utilitzaven indistintament, però en la majoria dels exèrcits moderns el regiment és una unitat superior al batalló.

## Composició dels batallons en els diferents exèrcits

### Argentina
A l'Exèrcit Argentí els batallons són les unitats tàctiques de les branques d'enginyers i de comunicacions, dels serveis d'arsenals i intendència i de les tropes tècniques d'aviació d'exèrcit i d'intel·ligència. A la branca d'artilleria prenen en nom de grup.

### Espanya
A l'Exèrcit espanyol el batalló el mana un tinent coronel i està format generalment (a infanteria) pel comandament, la plana major de comandament, la companyia de la plana major, tres companyies de fusellers i una companyia d'armes, que suposen entre 400 i 700 soldats.